# Aldeanueva de la Vera (kommunhuvudort)
Aldeanueva de la Vera är en kommunhuvudort i Spanien.   Den ligger i provinsen Provincia de Cáceres och regionen Extremadura, i den centrala delen av landet, 170 km väster om huvudstaden Madrid. Aldeanueva de la Vera ligger 652 meter över havet och antalet invånare är 2 352.
Terrängen runt Aldeanueva de la Vera är varierad. Runt Aldeanueva de la Vera är det ganska glesbefolkat, med 32 invånare per kvadratkilometer. Närmaste större samhälle är Talayuela, 17,4 km sydost om Aldeanueva de la Vera. 